# هانز يورغن بهمان
هانز يورغن بهمان (بالألمانية: Hans-Jürgen Pohmann) مواليد 23 مايو 1947 في كولونيا، ألمانيا الغربية، هو لاعب كرة مضرب ألماني سابق وكان يلعب باليد اليمنى. أعلى تصنيف له في الفردي كان المركز الـ 30 في سنة 1973.

## روابط خارجية
- هانز يورغن بهمان على موقع رابطة محترفي التنس (الإنجليزية)
- هانز يورغن بهمان على موقع الاتحاد الدولي لكرة المضرب (الإنجليزية)
- هانز يورغن بهمان على موقع كأس ديفيز (الإنجليزية)